# Lhůta
Lhůta település Csehországban, Plzeň városi járásban. Lhůta Starý Plzenec, Šťáhlavy, Tymákov és Rokycany településekkel határos. Lakosainak száma 207 fő (2024. január 1.).

## Népesség
A település lakosságának változását az alábbi diagram mutatja:
| Lakosok száma | 340  | 412  | 361  | 247  | 189  | 174  | 172  | 189  | 206  | 207  |
|               | 1869 | 1900 | 1921 | 1961 | 1980 | 2011 | 2016 | 2019 | 2021 | 2024 |